# Siri von Essen
Sigrid Sofia Matilda Elisabet (Siri) von Essen, née le 17 août 1850 à Borgå (grand-duché de Finlande) et morte le 21 avril 1912 à Helsingfors, est une aristocrate germanophone et suédophone de Finlande (appartenant alors à l'Empire russe) qui fut la première épouse d'August Strindberg.

## Biographie
Siri von Essen est la fille du baron Karl Reinhold von Essen, d'origine germano-balte, et de son épouse, née Elisabet Charlotta de Bétou. Elle est éduquée par une gouvernante française dans la demeure familiale et la famille s'installe lorsqu'elle à treize ans à Paris, où elle passe une année scolaire dans un couvent de jeunes filles. Ses parents doivent vendre le domaine familial, et elle vit à partir de 1868 à Stockholm. Elle épouse en 1872 le baron allemand de la Baltique Carl Gustaf von Wrangel de la branche de Sauss, ancien officier. Elle donne naissance à sa fille Sigrid en 1873 qui meurt en 1877. La jeune femme rencontre August Strindberg en 1875, ce qui aboutit à la séparation de son mari deux ans plus tard, car elle décide en plus de devenir actrice de théâtre, position impossible à tenir selon les règles mondaines de l'époque dans le milieu de son mari. Elle commence à suivre des cours de théâtre à l'automne 1876 et fait ses débuts un an plus tard à Stockholm. Elle épouse Strindberg le 30 décembre 1877. Leur premier enfant naît peu après, mais meurt au bout de quelques jours. Karin naît en 1880, puis Greta en 1881 et Hans en 1884 à Lausanne. Strindberg écrit deux pièces pour sa femme en 1882 : Herr Bengts Hustru et Lycko-Pers resa. La famille fait un long séjour à partir de 1883 en France et en Suisse. Strindberg doit faire face à un procès à cause de ses nouvelles Giftas parue en août 1884 et ne retourne pas en Suède. Siri Strindberg fait la connaissance à Grez-sur-Loing de la Danoise Marie David avec qui elle a une courte relation passionnée. En 1888, August Strindberg et son épouse font une tournée au Danemark où elle joue le rôle-titre de Mademoiselle Julie. Ils retournent à Stockholm en 1889, mais leur mariage est en train de sombrer. La séparation est effective au printemps 1893 et Siri obtient la garde de ses enfants. Elle retourne alors en Finlande où elle vit de travaux de traduction et de cours de théâtre.
Elle meurt d'une attaque en 1912.
August Strindberg a décrit sa relation avec elle dans En dåres försvarstal (Le plaidoyer d'un fou).